# À nous les petits
À nous les petits est un groupe musical ivoirien donnant dans le style musical du youssoumba, originaire du village de Toukouzou-Hozalem dans le département de Jacqueville en Côte d'Ivoire.

## Biographie
Célèbres en Côte d'Ivoire à la fin des années 1990, les titres du groupe À nous les petits sont notamment considérés dans leur pays comme des classiques de leur époque, avec des albums à succès comme Gnon Srothan (Amandialko) et Alida.
Dans les années 2000, le succès est toujours au rendez-vous avec des titres comme Makanaki. Au cours de sa carrière, le groupe est notamment meilleure vente de Côte d'Ivoire avec plus de 100 000 albums vendus par la maison de distribution Showbiz. Il est aussi le lauréat du titre de meilleur groupe espoir de la musique ivoirienne.
Au milieu des années 2000, le groupe connaît plusieurs hiatus et départs, quittant notamment la Côte d'Ivoire qui est alors en crise et continuant à diffuser leur musique depuis la France.
À nous les petits revient sur le devant de la scène ivoirienne autour de 2016 avec l'album Confirmation,.